# كارسون بورين
كارسون بورين (بالإنجليزية: Carson Boren)‏ هو شريف أمريكي، ولد في 12 ديسمبر 1824 في ناشفيل في الولايات المتحدة، وتوفي في 19 أغسطس 1912 في وودإنفيل في الولايات المتحدة.